# Ford 999
Ford 999 — назва двох перегонових автомобілів, виготовлених Генрі Фордом на початку XX століття. Хоча автомобілі були практично ідентичними і мали однакову технічну «начинку», а також, в результаті, мали одну і ту ж назву, у них була різна кар'єра у перегонах.

## Розробка
Форд не дуже захоплювався автомобільними перегонами. У 1901 році виготовив 26-сильний автомобіль, що так і не отримав імені. На цьому автомобілі він виграв перегони з відомим винахідником і автогонщиком Александером Вінтоном (англ. Alexander Winton) та іншими учасниками. На винагороду від перемоги у перегонах Генрі заснував «Автомобільну компанію Детройта» (англ. Detroit Automobile Company). Але у березні 1902 року він покинув її через розбіжності з акціонерами, забравши 900 доларів своєї частки. Пост президента замість Форда обійняв Генрі Ліланд, котрий у кінці 1902 року перейменував компанію у «Cadillac Motor Company».
Згодом Генрі почав співпрацювати з відомим вело- і автогонщиком Томом Купером (англ. Tom Cooper) та ще кількома помічниками над двома однаковими безіменними перегоновими автомобілями. Один з автомобілів було пофарбовано у жовтий колір, інший — у червоний. Кожен з них мав величезний чотирициліндровий двигун з робочим об'ємом 18,9-літра, який розвивав потужність від 70 до 100 к. с., і маховик масою приблизно у 104 кілограми. Вони не мали ні пружної підвіски, ні диференціалів, а кермування здійснювалось через металевий стрижень (як у велосипеда), але з кермом у вигляді рукояті. Загальна вартість проекту становила US$5000.
Згодом, через два тижні, автомобілі без назви було продано за невелику суму US$800 Барні Олдфілду та Тому Куперу, так як на тестовому заїзді вони не змогли завестись. Однак Форд продав їх під умову, що він і надалі буде вважатись творцем автомобілів, вони будуть нести його прізвище, а також, що він буде отримувати частину виручки від гонок. У кінці 1903 року Генрі Форд заснував свою компанію Ford Motor Company.
Тем часом Барні і Том працювали над автомобілями. Влітку 1902 року вони змогли заставити запрацювати червоний автомобіль. Він отримав назву «999» на честь паровоза з позначенням «Empire State Express No. 999». Цей локомотив мав тип 2-2-0 і був знаменитим тим, що 10 травня 1893 року встановив світовий рекорд швидкості 181,1 км/год серед паровозів. Жовтий автомобіль отримав назву «Arrow».

## Кар'єра у перегонах
Дебют 999 відбувся у жовтні 1902 року на «Кубку виробників» — 8-кілометрових перегонах. Пілотом був сам Олдфілд, і, хоча він і не мав досвіду участі у перегонах, він зумів перемогти у змаганні, не дивлячись на те, що явним фаворитом вважався Александер Вінтон, головний суперник Форда. Згодом «999» встановив рекорд швидкості на треку Гросс Пуанте, а також перемагав у багатьох американських автомобільних перегонах. Барні Олдфілд продовжував кар'єру на червоному автомобілі, наступаючи на п'яти Вінтона, а жовтий автомобіль Том Купер вирішив залишити для своєї команди з автоперегонів. Врешті решт червоний «999» відпрацював дуже багато заїздів і був списаний через загальний знос.

## Рекорд швидкості на льоду
Жовтий «Arrow» також успішно брав участь у перегонах, однак тривало це недовго. У вересня 1903 року автомобіль розбився, забравши із собою життя гонщика Франка Дея. Однак уламки автомобіля викупив сам Генрі Форд, він відновив його для встановлення рекорду швидкості на льоді. Відновленому автомобілю Форд дав назву «999», на честь червоного автомобіля, тим не менше багато хто його називали «Червоним Дияволом».
Форд встановив рекорд швидкості на льоді 12 січня 1904 року, досягнувши 147,05 км/год на замерзлому озері Санта-Клер. Місяць по тому рекорд було перевершено, однак щойно утворена компанія Генрі Форда за цей час уже встигла заявити про себе.